# Milden (Suffolk)
Milden ist ein Dorf und civil parish im District Babergh in der Grafschaft Suffolk, England. Im Jahr 2022 hatte es eine Bevölkerung von 120.

## Persönlichkeiten
- Simonds D’Ewes (1602–1650), Antiquar und Moralist